# Фаворский, Никита Владимирович
Никита Владимирович Фаворский (1915—1941) — советский художник-график. Старший сын графика Владимира Фаворского.

## Биография

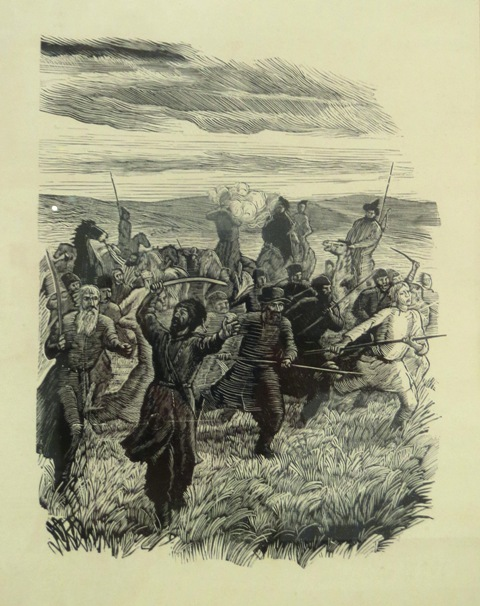
Иллюстрация к «Капитанской дочке»

Никита Фаворский родился 10 (23) мая 1915 года в Москве в семье известного художника-графика Владимира Андреевича Фаворского и художницы Марии Владимировны Фаворской. В возрасте 5-6 лет Никита увлёкся рисованием. К 16 годам он уже владел искусством графики. Осенью 1931 года его работы были представлены на художественной выставке в Иоганнесбурге.
В 1932 году Никита Фаворский поступил в Московский полиграфический институт. Его учителями были Павел Павлинов, Михаил Родионов и Андрей Гончаров. Во время учёбы он пробовал себя в разных техниках: гравюра на дереве, акварель и масло. Занимался также деревянной скульптурой и монументальной живописью. Много путешествовал, был в Сибири, в Забайкалье, на Севере, на Кольском полуострове, в Горьком на автомобильном заводе. По мотивам этих поездок он создал серии акварелей, рисунков и гравюр. В 1938 году окончил институт. Его дипломной работой стали иллюстрации к «Капитанской дочке» Александра Пушкина.
После окончания института совместно с Андреем Гончаровым и Михаилом Пиковым иллюстрировал средневековый армянский эпос «Давид Сасунский». Занимался росписью санатория Наркомтяжпрома в Кисловодске (не сохранилась). Работал в мастерской Льва Бруни и Владимира Фаворского. В 1940 году иллюстрировал калмыцкий народный эпос «Джангар» и путеводитель «Архитектура Загорского кремля». Совместно с отцом занимался росписью занавеса для Центрального театра Красной армии.
После начала Великой Отечественной войны записался в народное ополчение. Служил сапёром. Погиб в 1941 году на фронте.
Мария Фаворская так отзывалась о сыне:
То, что Владимир Андреевич в течение нескольких лет внушал, объяснял, показывал на примерах своим ученикам-студентам, было вложено в мироощущение и руки этого малолетнего сына, как наследственность от отца. Кроме того, в нем слились еще и небольшие художники: прадедушка Владимир Осипович, бабушка Ольга Владимировна и я. В результате получился редкостный цветок искусства. Но его взяла война, не давши ему вполне расцвести и проявить все то, чего можно было от него ожидать.
В 1991 году в ГМИИ им. А. С. Пушкина состоялась выставка работ Никиты Фаворского, приуроченная к 50-летию его гибели.

## Книжные иллюстрации
Никита Фаворский проиллюстрировал следующие книги:
- «Сами писали». Сб. (1929);
- «Илиада» Гомера (1933);
- «Колобок» (1934);
- «Разгром» Александра Фадеева (1934);
- «Слово о полку Игореве» (1936);
- «Тарас Бульба» Николая Гоголя (1937);
- «Капитанская дочка» Александра Пушкина (1938);
- «Давид Сасунский» (1938);
- «Сказки» Бориса Шергина (1939, не изд.);
- «Джангар. Калмыцкий народный эпос» (1940, диплом на Всесоюзном конкурсе искусства книги 1958).